# 埃昂塞
埃昂塞（法語：Eancé，法語發音：[eɑ̃se]）是法国伊勒-维莱讷省的一个市镇，属于富热尔-维特雷区。

## 地理
埃昂塞（47°49'19"N, 1°14'34"W）面积16.5 平方千米，位于法国布列塔尼大區伊勒-维莱讷省，该省份为法国西北部沿海省份，位于布列塔尼半岛东部，北濒大西洋，西接阿摩尔滨海省和莫尔比昂省，南至大西洋卢瓦尔省，西南端接曼恩-卢瓦尔省，东临马耶讷省，东北与芒什省接壤。
与埃昂塞接壤的市镇（或旧市镇、城区）包括：舍兰、福尔日拉福雷、马蒂涅费绍、拉鲁欧迪耶尔、瑟诺讷、翁布雷当茹。

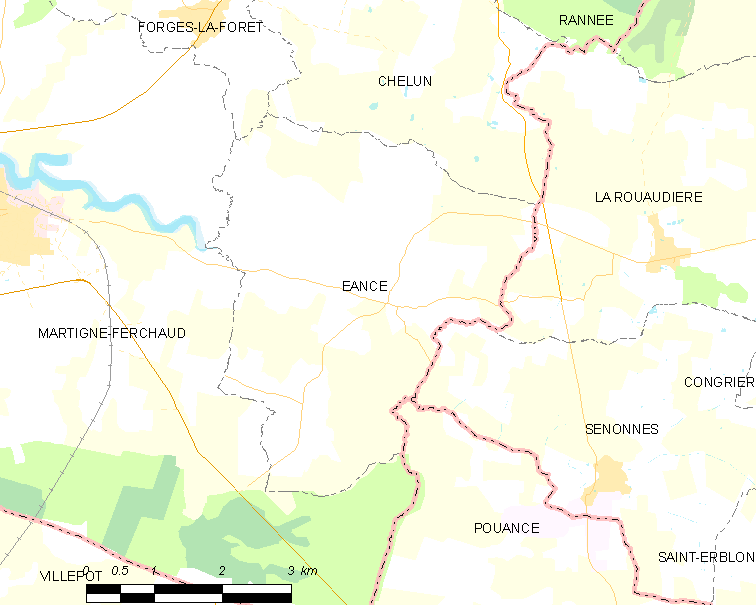
埃昂塞的OSM定位图

埃昂塞的时区为UTC+01:00、UTC+02:00（夏令时）。

## 行政
埃昂塞的邮政编码为35640，INSEE市镇编码为35103。

## 政治
埃昂塞所属的省级选区为布列塔尼地区拉盖尔什县。

## 人口

1962-2008年间埃昂塞人口变化图示

埃昂塞于2022年1月1日时的人口数量为430人。